# Acanthodactylus beershebensis
Acanthodactylus beershebensis är en ödleart som beskrevs av  Moravec, El Din, Seligmann SIVAN och WERNER 1999. Acanthodactylus beershebensis ingår i släktet fransfingerödlor, och familjen lacertider. IUCN kategoriserar arten globalt som akut hotad. Inga underarter finns listade i Catalogue of Life.

## Bildgalleri

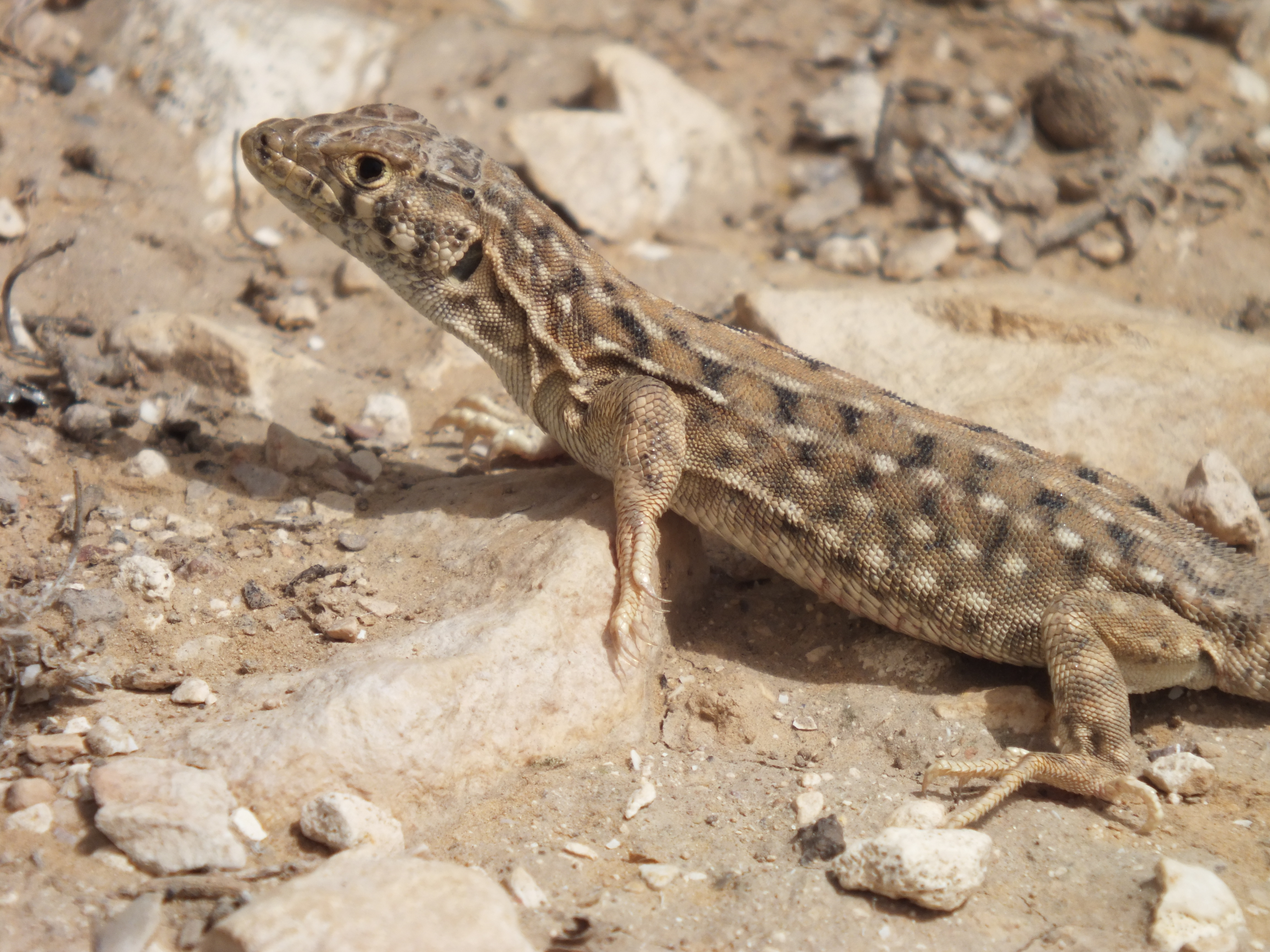
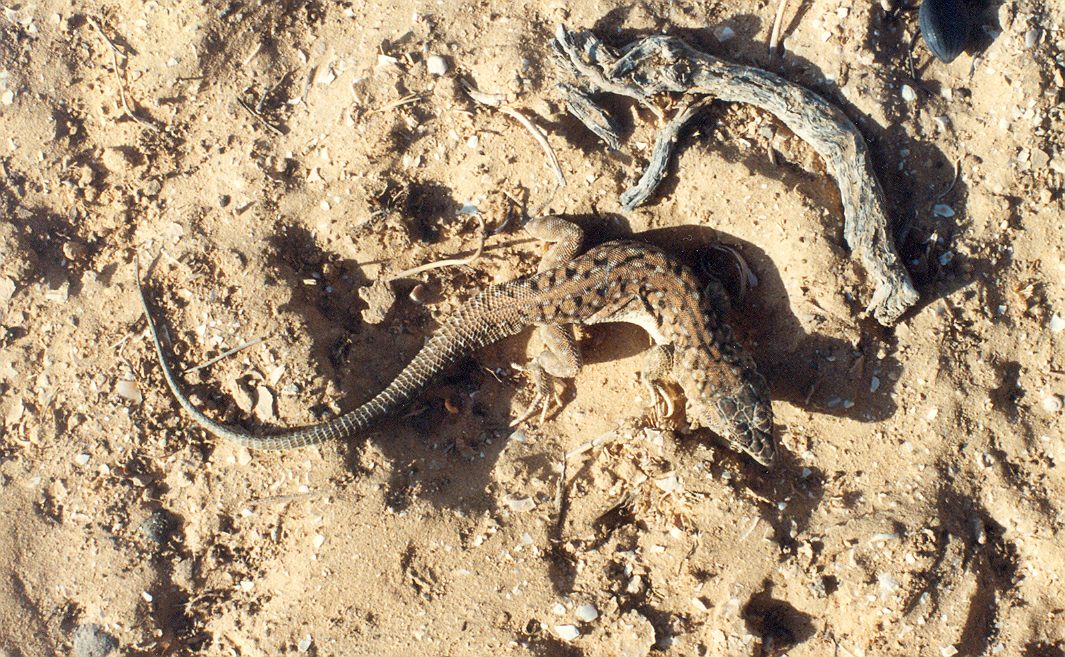